# Llista de topònims de Puigcerdà
Llista de topònims (noms propis de lloc) del municipi de Puigcerdà, a la Baixa Cerdanya
Informació actualitzada per un bot. Els canvis manuals es perdran quan s'actualitzi!

## casa
| imatge | Nom                                                     | Ubicat a  | instància de | Detalls                                                         | coordenades                                                                                     | Protecció                                  | Commons (més fotos)                                | Dades a WD                    |
| ------ | ------------------------------------------------------- | --------- | ------------ | --------------------------------------------------------------- | ----------------------------------------------------------------------------------------------- | ------------------------------------------ | -------------------------------------------------- | ----------------------------- |
|        | Can Deulofeu                                            | Puigcerdà | casa         | Estil: historicisme arquitectònic                               | 42° 25′ 53″ N, 1° 55′ 37″ E / 42.431522°N,1.926928°E ca:Querol, 7 1201 msnm                     | bé integrant del patrimoni cultural català | Can Deulofeu (Puigcerdà)                           | Modifica les dades a Wikidata |
|        | Casa Gran                                               | Puigcerdà | casa         | Estil: arquitectura eclèctica 19th century                      | 42° 26′ 02″ N, 1° 55′ 38″ E / 42.433831°N,1.927331°E ca:Plaça de Barcelona 1210 msnm            | bé integrant del patrimoni cultural català | Casa Gran (Puigcerdà)                              | Modifica les dades a Wikidata |
|        | Casa Mesa Boixareu                                      | Puigcerdà | casa         | Estil: arquitectura eclèctica                                   |                                                                                                 | bé integrant del patrimoni cultural català |                                                    | Modifica les dades a Wikidata |
|        | Conjunt de cases del carrer del Torb                    | Puigcerdà | casa         | Estil: arquitectura eclèctica                                   |                                                                                                 | bé integrant del patrimoni cultural català |                                                    | Modifica les dades a Wikidata |
|        | Tanca, reixa i torrassa de la desapareguda Casa Pedraza | Puigcerdà | casa         | Estil: arquitectura eclèctica 1888 Estat: enderrocat o destruït | 42° 26′ 18″ N, 1° 55′ 45″ E / 42.438235°N,1.92921°E ca:Plaça de Dionís Puig                     | bé integrant del patrimoni cultural català |                                                    | Modifica les dades a Wikidata |
|        | Torre Junoy                                             | Puigcerdà | casa         | Estil: historicisme arquitectònic                               |                                                                                                 | bé integrant del patrimoni cultural català |                                                    | Modifica les dades a Wikidata |
|        | Torre Muñoz                                             | Puigcerdà | casa         | Estil: arquitectura eclèctica                                   | 42° 26′ 02″ N, 1° 55′ 37″ E / 42.43396°N,1.926979°E ca:Pl. de Barcelona 1210 msnm               | bé integrant del patrimoni cultural català | Torre Muñoz                                        | Modifica les dades a Wikidata |
|        | Torre Viladomiu                                         | Puigcerdà | casa         | Estil: arquitectura eclèctica                                   | 42° 26′ 05″ N, 1° 55′ 30″ E / 42.43459°N,1.925136°E ca:Plaça del Rec                            | bé integrant del patrimoni cultural català |                                                    | Modifica les dades a Wikidata |
|        | Torre del Cònsol                                        | Puigcerdà | casa         | Estil: arquitectura eclèctica 19th century                      | 42° 26′ 06″ N, 1° 55′ 27″ E / 42.434923°N,1.924172°E ca:Prop del camí vell de Llívia            | bé integrant del patrimoni cultural català |                                                    | Modifica les dades a Wikidata |
|        | edifici d'habitatges a la plaça Cabrinetty, 16          | Puigcerdà | casa         | Estil: arquitectura eclèctica                                   | 42° 25′ 51″ N, 1° 55′ 39″ E / 42.430926°N,1.927505°E ca:Pl. Cabrinetty, 16 1200 msnm            | bé integrant del patrimoni cultural català | Edifici d'habitatges a la plaça Cabrinetty, 16     | Modifica les dades a Wikidata |
|        | edifici d'habitatges a la plaça Cabrinetty, 6           | Puigcerdà | casa         | Estil: arquitectura modernista 19th century                     | 42° 25′ 50″ N, 1° 55′ 41″ E / 42.430655°N,1.928038°E ca:Plaça Cabrinetty, 6 1196 msnm           | bé integrant del patrimoni cultural català | Edifici d'habitatges a la plaça Cabrinetty, 6      | Modifica les dades a Wikidata |
|        | edifici d'habitatges a la plaça de Santa Maria          | Puigcerdà | casa         | Estil: arquitectura popular 20th century                        | 42° 25′ 58″ N, 1° 55′ 35″ E / 42.432782°N,1.926297°E ca:Pl. de Santa Maria - c. Major 1204 msnm | bé integrant del patrimoni cultural català | Edifici d'habitatges a la plaça de Santa Maria     | Modifica les dades a Wikidata |
|        | edifici d'habitatges a la rambla Josep M. Martí, 1      | Puigcerdà | casa         | Estil: arquitectura modernista 19th century                     | 42° 26′ 00″ N, 1° 55′ 39″ E / 42.433415°N,1.927382°E ca:Rambla Josep M. Martí, 1 1207 msnm      | bé integrant del patrimoni cultural català | Edifici d'habitatges a la rambla Josep M. Martí, 1 | Modifica les dades a Wikidata |
|        | edifici d'habitatges al carrer Major, 37                | Puigcerdà | casa         | Estil: arquitectura popular 18th century                        | 42° 25′ 56″ N, 1° 55′ 37″ E / 42.432166°N,1.926938°E ca:C. Major, 37 1203 msnm                  | bé integrant del patrimoni cultural català | Edifici d'habitatges al carrer Major, 37           | Modifica les dades a Wikidata |
|        | torre del Rellotge                                      | Puigcerdà | casa         | Estil: arquitectura eclèctica 19th century                      | 42° 26′ 12″ N, 1° 55′ 31″ E / 42.436603°N,1.925289°E ca:C. Piguillem, 15 1212 msnm              | bé integrant del patrimoni cultural català | Torre del Rellotge (Puigcerdà)                     | Modifica les dades a Wikidata |
|        | villa Paulita                                           | Puigcerdà | casa         | Estil: arquitectura eclèctica 19th century                      | 42° 26′ 07″ N, 1° 55′ 36″ E / 42.435396°N,1.926679°E ca:Av. Pons i Gasch, 15 1211 msnm          | bé integrant del patrimoni cultural català | Villa Paulita (Puigcerdà)                          | Modifica les dades a Wikidata |

## edifici
| imatge | Nom                                            | Ubicat a  | instància de | Detalls                                        | coordenades                                                                                | Protecció                                  | Commons (més fotos)                               | Dades a WD                    |
| ------ | ---------------------------------------------- | --------- | ------------ | ---------------------------------------------- | ------------------------------------------------------------------------------------------ | ------------------------------------------ | ------------------------------------------------- | ----------------------------- |
|        | Central Lletera de Puigcerdà                   | Puigcerdà | edifici      | Estil: arquitectura popular                    |                                                                                            | bé integrant del patrimoni cultural català |                                                   | Modifica les dades a Wikidata |
|        | Convent de Clausura de les Carmelites          | Puigcerdà | edifici      | Estil: historicisme arquitectònic 19th century | 42° 26′ 03″ N, 1° 55′ 47″ E / 42.434044°N,1.929703°E 1189 msnm                             | bé integrant del patrimoni cultural català | Convent de Clausura de les Carmelites (Puigcerdà) | Modifica les dades a Wikidata |
|        | Hotel Internacional                            | Puigcerdà | edifici      | Estil: arquitectura eclèctica 20th century     | 42° 25′ 41″ N, 1° 55′ 40″ E / 42.428033°N,1.927678°E ca:C. de la Baronia, 11               | bé integrant del patrimoni cultural català | Hotel Internacional (Puigcerdà)                   | Modifica les dades a Wikidata |
|        | Hotel Maria Victoria                           | Puigcerdà | edifici      | Estil: racionalisme arquitectònic 20th century | 42° 25′ 54″ N, 1° 55′ 36″ E / 42.431669°N,1.926794°E ca:Querol, 9 1194 msnm                | bé integrant del patrimoni cultural català | Hotel Maria Victoria                              | Modifica les dades a Wikidata |
|        | Mantegueria de la Central Lletera de Puigcerdà | Puigcerdà | edifici      | Estil: modernisme català                       | ca:Carretera N-152                                                                         | bé integrant del patrimoni cultural català |                                                   | Modifica les dades a Wikidata |
|        | Ull de Basilisc                                | Puigcerdà | edifici      | Estil: arquitectura popular                    | 42° 25′ 53″ N, 1° 55′ 38″ E / 42.431263°N,1.927147°E                                       | bé cultural d'interès local                |                                                   | Modifica les dades a Wikidata |
|        | casino Teatre Ceretà                           | Puigcerdà | edifici      | Estil: arquitectura eclèctica 20th century     | 42° 26′ 02″ N, 1° 55′ 39″ E / 42.43382°N,1.92742°E ca:Rambla de Josep Mª Martí 2 1210 msnm | bé integrant del patrimoni cultural català | Casino Teatre Ceretà                              | Modifica les dades a Wikidata |
|        | convent de Sant Domènec                        | Puigcerdà | edifici      | Estil: arquitectura gòtica                     | 42° 25′ 58″ N, 1° 55′ 42″ E / 42.432722°N,1.928285°E ca:Carrer del Claustre                | bé integrant del patrimoni cultural català | Convent de Sant Domènec (Puigcerdà)               | Modifica les dades a Wikidata |
|        | convent de Sant Francesc de Puigcerdà          | Puigcerdà | edifici      |                                                | 42° 26′ 08″ N, 1° 55′ 38″ E / 42.4356°N,1.92712°E                                          |                                            |                                                   | Modifica les dades a Wikidata |
|        | convent de Santa Clara de Puigcerdà            | Puigcerdà | edifici      |                                                | 42° 25′ 58″ N, 1° 55′ 42″ E / 42.4329°N,1.92829°E                                          |                                            |                                                   | Modifica les dades a Wikidata |
|        | hospital de Puigcerdà                          | Puigcerdà | edifici      | Estil: arquitectura popular                    | 42° 25′ 57″ N, 1° 55′ 34″ E / 42.4324°N,1.92614°E                                          | bé integrant del patrimoni cultural català | Hospital de Puigcerdà                             | Modifica les dades a Wikidata |
|        | hotel del Llac                                 | Puigcerdà | edifici      | Estil: arquitectura eclèctica 19th century     | 42° 26′ 07″ N, 1° 55′ 34″ E / 42.435163°N,1.926059°E ca:C. Piguillem, 7 1212 msnm          | bé integrant del patrimoni cultural català | Hotel del Llac (Puigcerdà)                        | Modifica les dades a Wikidata |
|        | seu del Consell Comarcal de la Cerdanya        | Puigcerdà | edifici      |                                                | 42° 25′ 58″ N, 1° 55′ 38″ E / 42.4327930078432°N,1.92719557719839°E                        |                                            |                                                   | Modifica les dades a Wikidata |

## edifici residencial
| imatge | Nom                           | Ubicat a  | instància de        | Detalls                            | coordenades                                                                                         | Protecció | Commons (més fotos) | Dades a WD                    |
| ------ | ----------------------------- | --------- | ------------------- | ---------------------------------- | --------------------------------------------------------------------------------------------------- | --------- | ------------------- | ----------------------------- |
|        | Torre Font (Escola de Música) | Puigcerdà | edifici residencial | Estil: arquitectura eclèctica      | 42° 26′ 09″ N, 1° 55′ 42″ E / 42.43594741821289°N,1.9283649921417236°E ca:Pere Borrell, 6           |           |                     | Modifica les dades a Wikidata |
|        | Villa Margarita               | Puigcerdà | edifici residencial | Estil: arquitectura eclèctica      | 42° 26′ 07″ N, 1° 55′ 37″ E / 42.43519592285156°N,1.927044987678528°E ca:Avinguda Pons i Guasch, 13 |           |                     | Modifica les dades a Wikidata |
|        | Villa San Antonio             | Puigcerdà | edifici residencial | Estil: arquitectura eclèctica 1888 | 42° 26′ 20″ N, 1° 55′ 48″ E / 42.43900680541992°N,1.9298640489578247°E ca:Camí d'Ur, 2              |           |                     | Modifica les dades a Wikidata |
|        | el Torreó                     | Puigcerdà | edifici residencial | Estil: arquitectura eclèctica      | 42° 26′ 06″ N, 1° 55′ 27″ E / 42.434959411621094°N,1.924185037612915°E ca:Passeig del Torreó        |           |                     | Modifica les dades a Wikidata |

## entitat singular de població
| imatge | Nom          | Ubicat a  | instància de                                                     | Detalls  | coordenades                                                                      | Protecció | Commons (més fotos) | Dades a WD                    |
| ------ | ------------ | --------- | ---------------------------------------------------------------- | -------- | -------------------------------------------------------------------------------- | --------- | ------------------- | ----------------------------- |
|        | Age          | Puigcerdà | entitat singular de població                                     | 136 hab  | 42° 25′ 06″ N, 1° 56′ 49″ E / 42.41833333333334°N,1.9469444444444448°E 1160 msnm |           | Age (Puigcerdà)     | Modifica les dades a Wikidata |
|        | Deuloféu     | Puigcerdà | entitat singular de població urbanització                        | 366 hab  | 42° 26′ 28″ N, 1° 55′ 35″ E / 42.440981364703°N,1.926454662479°E 1223 msnm       |           |                     | Modifica les dades a Wikidata |
|        | Puigcerdà    | Puigcerdà | entitat singular de població ciutat fronterera capital municipal | 7905 hab | 42° 25′ 54″ N, 1° 55′ 41″ E / 42.4316°N,1.92819°E 1206 msnm                      |           |                     | Modifica les dades a Wikidata |
|        | Rigolisa     | Puigcerdà | entitat singular de població                                     | 44 hab   | 42° 26′ 48″ N, 1° 56′ 18″ E / 42.44673°N,1.93832°E 1216 msnm                     |           | Rigolisa            | Modifica les dades a Wikidata |
|        | Sant Marc    | Puigcerdà | entitat singular de població                                     | 233 hab  | 42° 24′ 57″ N, 1° 55′ 24″ E / 42.415735067408°N,1.9232392715663°E 1126 msnm      |           |                     | Modifica les dades a Wikidata |
|        | Sant Martí   | Puigcerdà | entitat singular de població                                     | 278 hab  | 42° 26′ 01″ N, 1° 55′ 01″ E / 42.433686432613°N,1.9168533365679°E 1138 msnm      |           |                     | Modifica les dades a Wikidata |
|        | Ventajola    | Puigcerdà | entitat singular de població                                     | 11 hab   | 42° 25′ 02″ N, 1° 54′ 43″ E / 42.417304°N,1.912002°E 1129 msnm                   |           | Ventajola           | Modifica les dades a Wikidata |
|        | Vilallobent  | Puigcerdà | entitat singular de població                                     | 98 hab   | 42° 24′ 29″ N, 1° 57′ 09″ E / 42.408024°N,1.952626°E 1171 msnm                   |           | Vilallobent         | Modifica les dades a Wikidata |
|        | la Guingueta | Puigcerdà | entitat singular de població                                     | 970 hab  | 42° 25′ 52″ N, 1° 55′ 58″ E / 42.431133374728°N,1.9327011715169°E 1137 msnm      |           |                     | Modifica les dades a Wikidata |

## església
| imatge | Nom                                   | Ubicat a      | instància de | Detalls                                          | coordenades                                                                             | Protecció                                  | Commons (més fotos)                  | Dades a WD                    |
| ------ | ------------------------------------- | ------------- | ------------ | ------------------------------------------------ | --------------------------------------------------------------------------------------- | ------------------------------------------ | ------------------------------------ | ----------------------------- |
|        | Mare de Déu de la Guia de Puigcerdà   | Puigcerdà     | església     | Estil: arquitectura popular 19th century         | 42° 25′ 50″ N, 1° 55′ 43″ E / 42.430634°N,1.928708°E ca:Font d'en Llanas 1185 msnm      | bé integrant del patrimoni cultural català | Mare de Déu de la Guia de Puigcerdà  | Modifica les dades a Wikidata |
|        | Sant Andreu de Vilallobent            | Puigcerdà     | església     | Estil: arquitectura romànica                     | 42° 24′ 30″ N, 1° 57′ 10″ E / 42.408337°N,1.952692°E 1172 msnm                          | bé integrant del patrimoni cultural català | Sant Andreu de Vilallobent           | Modifica les dades a Wikidata |
|        | Sant Domènec de Puigcerdà             | Puigcerdà     | església     | Estil: arquitectura gòtica 15th century          | 42° 25′ 57″ N, 1° 55′ 43″ E / 42.432619°N,1.928717°E ca:Pg. del 10 d'abril 1201 msnm    | bé cultural d'interès local                | Sant Domènec de Puigcerdà            | Modifica les dades a Wikidata |
|        | Sant Jaume de Rigolisa                | Puigcerdà     | església     | Estil: historicisme arquitectònic                | 42° 26′ 49″ N, 1° 56′ 19″ E / 42.447058°N,1.938712°E ca:Rigolisa                        | bé integrant del patrimoni cultural català | Sant Jaume de Rigolisa               | Modifica les dades a Wikidata |
|        | Sant Julià d'Age                      | Age Puigcerdà | església     | Estil: arquitectura popular                      | 42° 25′ 06″ N, 1° 56′ 51″ E / 42.418472222222°N,1.9475277777778°E                       | bé integrant del patrimoni cultural català | Sant Julià d'Age                     | Modifica les dades a Wikidata |
|        | Sant Marc de Puigcerdà                | Puigcerdà     | església     | Estil: historicisme arquitectònic                | 42° 25′ 04″ N, 1° 55′ 48″ E / 42.417856°N,1.92996°E ca:Pla de Sant Marc 1124 msnm       | bé integrant del patrimoni cultural català | Sant Marc de Puigcerdà               | Modifica les dades a Wikidata |
|        | Sant Tomàs de Ventajola               | Puigcerdà     | església     | Estil: arquitectura romànica                     | 42° 24′ 57″ N, 1° 54′ 42″ E / 42.41583333°N,1.91166667°E                                | bé integrant del patrimoni cultural català | Sant Tomàs de Ventajola              | Modifica les dades a Wikidata |
|        | Santa Maria de Puigcerdà              | Puigcerdà     | església     | Estil: arquitectura romànica arquitectura gòtica | 42° 25′ 57″ N, 1° 55′ 35″ E / 42.4326°N,1.92627°E                                       | bé integrant del patrimoni cultural català | Campanar de Santa Maria de Puigcerdà | Modifica les dades a Wikidata |
|        | església de Crist Salvador            | Puigcerdà     | església     |                                                  | 42° 25′ 42″ N, 1° 55′ 41″ E / 42.42825°N,1.928119°E ca:Carrer Antiga Duana, 2 1147 msnm |                                            |                                      | Modifica les dades a Wikidata |
|        | nostra Senyora de Gràcia de Puigcerdà | Puigcerdà     | església     | Estil: arquitectura gòtica 15th century          | 42° 25′ 54″ N, 1° 55′ 45″ E / 42.431639°N,1.929042°E ca:Escoles Pies, 12 1198 msnm      | bé integrant del patrimoni cultural català | Nostra Senyora de Gràcia (Puigcerdà) | Modifica les dades a Wikidata |

## granja
| imatge | Nom                                       | Ubicat a  | instància de | Detalls                     | coordenades                                                         | Protecció                                  | Commons (més fotos) | Dades a WD                    |
| ------ | ----------------------------------------- | --------- | ------------ | --------------------------- | ------------------------------------------------------------------- | ------------------------------------------ | ------------------- | ----------------------------- |
|        | Granja Serra                              | Puigcerdà | granja       |                             | 42° 26′ 26″ N, 1° 55′ 55″ E / 42.4406280222968°N,1.93201053462273°E |                                            |                     | Modifica les dades a Wikidata |
|        | Granja de la Central Lletera de Puigcerdà | Puigcerdà | granja       | Estil: arquitectura popular |                                                                     | bé integrant del patrimoni cultural català |                     | Modifica les dades a Wikidata |

## masia
| imatge | Nom                 | Ubicat a  | instància de | Detalls                                  | coordenades                                                             | Protecció                                  | Commons (més fotos) | Dades a WD                    |
| ------ | ------------------- | --------- | ------------ | ---------------------------------------- | ----------------------------------------------------------------------- | ------------------------------------------ | ------------------- | ----------------------------- |
|        | Age                 | Puigcerdà | masia        |                                          | 42° 24′ 58″ N, 1° 57′ 01″ E / 42.4162107005374°N,1.95026715075891°E     |                                            |                     | Modifica les dades a Wikidata |
|        | Ca l'Aguilar        | Puigcerdà | masia        |                                          | 42° 26′ 08″ N, 1° 56′ 15″ E / 42.4355088610423°N,1.9374104222881°E      |                                            |                     | Modifica les dades a Wikidata |
|        | Ca l'Arsènio        | Puigcerdà | masia        |                                          | 42° 25′ 34″ N, 1° 55′ 32″ E / 42.425994°N,1.925432°E                    |                                            |                     | Modifica les dades a Wikidata |
|        | Cal Paraires        | Puigcerdà | masia        |                                          | 42° 25′ 36″ N, 1° 55′ 34″ E / 42.4266319570516°N,1.92612150741351°E     |                                            |                     | Modifica les dades a Wikidata |
|        | Cal Rosset          | Puigcerdà | masia        |                                          | 42° 23′ 59″ N, 1° 57′ 07″ E / 42.3997733525051°N,1.95206006792471°E     |                                            |                     | Modifica les dades a Wikidata |
|        | Mas Bertranet       | Puigcerdà | masia        |                                          | 42° 24′ 18″ N, 1° 56′ 53″ E / 42.4048977778805°N,1.9481347846187°E      |                                            |                     | Modifica les dades a Wikidata |
|        | Mas Bombardó        | Puigcerdà | masia        |                                          | 42° 25′ 35″ N, 1° 55′ 29″ E / 42.426483103087°N,1.92465316769367°E      |                                            |                     | Modifica les dades a Wikidata |
|        | Mas Florença        | Puigcerdà | masia        | Estil: arquitectura popular              | 42° 25′ 17″ N, 1° 56′ 10″ E / 42.421365°N,1.936233°E                    | bé cultural d'interès local                |                     | Modifica les dades a Wikidata |
|        | Mas Gelabert        | Puigcerdà | masia        | Estil: arquitectura popular              | 42° 27′ 11″ N, 1° 55′ 53″ E / 42.453176°N,1.93142°E                     | bé integrant del patrimoni cultural català |                     | Modifica les dades a Wikidata |
|        | Mas Mallol          | Puigcerdà | masia        |                                          | 42° 25′ 29″ N, 1° 55′ 35″ E / 42.4246897363964°N,1.92644639563626°E     |                                            |                     | Modifica les dades a Wikidata |
|        | Mas Meia            | Puigcerdà | masia        |                                          | 42° 24′ 54″ N, 1° 54′ 58″ E / 42.414984°N,1.916163°E 1120 msnm          |                                            |                     | Modifica les dades a Wikidata |
|        | Mas Pallarès        | Puigcerdà | masia        |                                          | 42° 25′ 55″ N, 1° 56′ 13″ E / 42.4318655474376°N,1.9368762753283°E      |                                            |                     | Modifica les dades a Wikidata |
|        | Mas Pedrinyà        | Puigcerdà | masia        |                                          | 42° 26′ 35″ N, 1° 56′ 26″ E / 42.4430677339254°N,1.94065079843326°E     |                                            |                     | Modifica les dades a Wikidata |
|        | Mas Po              | Puigcerdà | masia        |                                          | 42° 26′ 34″ N, 1° 56′ 17″ E / 42.4426658103919°N,1.93809198484231°E     |                                            |                     | Modifica les dades a Wikidata |
|        | Mas Prat            | Puigcerdà | masia        |                                          | 42° 24′ 47″ N, 1° 55′ 27″ E / 42.4131599837174°N,1.92428530296868°E     |                                            |                     | Modifica les dades a Wikidata |
|        | Mas Saló            | Puigcerdà | masia        |                                          | 42° 25′ 19″ N, 1° 55′ 26″ E / 42.4219372389188°N,1.92391646558685°E     |                                            |                     | Modifica les dades a Wikidata |
|        | Mas d'Amoretes      | Puigcerdà | masia        |                                          | 42° 26′ 27″ N, 1° 54′ 56″ E / 42.440878361253°N,1.9155135858144°E       |                                            |                     | Modifica les dades a Wikidata |
|        | Mas d'en Bordes     | Puigcerdà | masia        |                                          | 42° 26′ 51″ N, 1° 55′ 21″ E / 42.4474023203774°N,1.92259299229595°E     |                                            |                     | Modifica les dades a Wikidata |
|        | Mas d'en Candi      | Puigcerdà | masia        |                                          | 42° 24′ 58″ N, 1° 55′ 46″ E / 42.4161344353358°N,1.92936346761715°E     |                                            |                     | Modifica les dades a Wikidata |
|        | Mas d'en Cot        | Puigcerdà | masia        |                                          | 42° 24′ 52″ N, 1° 55′ 06″ E / 42.4144460664154°N,1.91835661849615°E     |                                            |                     | Modifica les dades a Wikidata |
|        | Mas de Sant Jaume   | Puigcerdà | masia        |                                          | 42° 26′ 48″ N, 1° 56′ 17″ E / 42.446602°N,1.938188°E ca:Rigolisa        |                                            |                     | Modifica les dades a Wikidata |
|        | Mas de Sant Marc    | Puigcerdà | masia        | Estil: arquitectura popular 19th century | 42° 24′ 58″ N, 1° 55′ 44″ E / 42.41623°N,1.92889°E ca:Camí de Sant Marc | bé cultural d'interès local                |                     | Modifica les dades a Wikidata |
|        | Mas dels Estornells | Puigcerdà | masia        |                                          | 42° 26′ 25″ N, 1° 56′ 10″ E / 42.440171613447°N,1.9361953457623°E       |                                            |                     | Modifica les dades a Wikidata |
|        | Molí del Pont       | Puigcerdà | masia        |                                          | 42° 26′ 05″ N, 1° 55′ 05″ E / 42.4348324646589°N,1.91805470887446°E     |                                            |                     | Modifica les dades a Wikidata |
|        | Rigolisa            | Puigcerdà | masia        |                                          | 42° 26′ 47″ N, 1° 56′ 19″ E / 42.4464700669058°N,1.93850196502593°E     |                                            |                     | Modifica les dades a Wikidata |
|        | Torre Güi           | Puigcerdà | masia        |                                          | 42° 26′ 12″ N, 1° 55′ 59″ E / 42.4365668598188°N,1.93302782750782°E     |                                            |                     | Modifica les dades a Wikidata |
|        | la Farinera         | Puigcerdà | masia        |                                          | 42° 26′ 20″ N, 1° 54′ 58″ E / 42.4390095480552°N,1.91597669750877°E     |                                            |                     | Modifica les dades a Wikidata |
|        | la Fleca Vella      | Puigcerdà | masia        |                                          | 42° 26′ 40″ N, 1° 54′ 51″ E / 42.444468558093°N,1.9142357187009°E       |                                            |                     | Modifica les dades a Wikidata |
|        | la Granota          | Puigcerdà | masia        |                                          | 42° 25′ 22″ N, 1° 56′ 09″ E / 42.4227512315689°N,1.93586337784009°E     |                                            |                     | Modifica les dades a Wikidata |
|        | la Pedragosa        | Puigcerdà | masia        |                                          | 42° 25′ 46″ N, 1° 56′ 11″ E / 42.42936640212°N,1.9363780979309°E        |                                            |                     | Modifica les dades a Wikidata |

## monument
| imatge | Nom                          | Ubicat a  | instància de | Detalls      | coordenades                                                                                                | Protecció                                  | Commons (més fotos)  | Dades a WD                    |
| ------ | ---------------------------- | --------- | ------------ | ------------ | --- | ------------------------------------------ | -------------------- | ----------------------------- |
|        | Escultura Aquae              | Puigcerdà | monument     |              | 42° 26′ 02″ N, 1° 55′ 39″ E / 42.4338493347168°N,1.92747700214386°E ca:Plaça de Barcelona                  |                                            |                      | Modifica les dades a Wikidata |
|        | Monument a Ortega Monasterio | Puigcerdà | monument     |              | 42° 26′ 09″ N, 1° 55′ 41″ E / 42.4359245300293°N,1.928076982498169°E ca:Jardí de l'Escola. Pere Borrell, 6 |                                            |                      | Modifica les dades a Wikidata |
|        | Obelisc                      | Puigcerdà | monument     | 19th century | 42° 25′ 59″ N, 1° 55′ 37″ E / 42.433005°N,1.927°E ca:Pl. dels Herois 1206 msnm                             | bé integrant del patrimoni cultural català | Obelisc de Puigcerdà | Modifica les dades a Wikidata |

## polígon industrial
| imatge | Nom                               | Ubicat a  | instància de       | Detalls | coordenades                                                         | Protecció | Commons (més fotos) | Dades a WD                    |
| ------ | --------------------------------- | --------- | ------------------ | ------- | ------------------------------------------------------------------- | --------- | ------------------- | ----------------------------- |
|        | Polígon industrial El Mallol Nou  | Puigcerdà | polígon industrial |         | 42° 25′ 31″ N, 1° 55′ 37″ E / 42.4252085630658°N,1.9270331763388°E  |           |                     | Modifica les dades a Wikidata |
|        | Polígon industrial La Closa       | Puigcerdà | polígon industrial |         | 42° 25′ 56″ N, 1° 55′ 21″ E / 42.4322636720213°N,1.92260920087216°E |           |                     | Modifica les dades a Wikidata |
|        | Polígon industrial Sant Marc      | Puigcerdà | polígon industrial |         | 42° 25′ 32″ N, 1° 55′ 46″ E / 42.4254647255017°N,1.9293870410197°E  |           |                     | Modifica les dades a Wikidata |
|        | Polígon industrial Sector Estació | Puigcerdà | polígon industrial |         | 42° 25′ 43″ N, 1° 55′ 25″ E / 42.4285898958192°N,1.9236324822214°E  |           |                     | Modifica les dades a Wikidata |

## pont
| imatge | Nom               | Ubicat a                    | instància de | Detalls              | coordenades                                                         | Protecció | Commons (més fotos) | Dades a WD                    |
| ------ | ----------------- | --------------------------- | ------------ | -------------------- | ------------------------------------------------------------------- | --------- | ------------------- | ----------------------------- |
|        | Pont de Llívia    | Puigcerdà                   | pont         |                      | 42° 26′ 46″ N, 1° 56′ 26″ E / 42.4460027268956°N,1.9405527052165°E  |           |                     | Modifica les dades a Wikidata |
|        | Pont de Ventajola | Puigcerdà                   | pont         | Travessa: riu Querol | 42° 24′ 59″ N, 1° 54′ 49″ E / 42.4163111001708°N,1.91368171033207°E |           |                     | Modifica les dades a Wikidata |
|        | Pont del Reür     | Puigcerdà la Guingueta d'Ix | pont         | Hi passa: N-152      | 42° 26′ 02″ N, 1° 56′ 26″ E / 42.433772910412°N,1.94056421607523°E  |           |                     | Modifica les dades a Wikidata |

## portal
| imatge | Nom                                                        | Ubicat a  | instància de | Detalls                     | coordenades | Protecció                                  | Commons (més fotos) | Dades a WD                    |
| ------ | ---------------------------------------------------------- | --------- | ------------ | --------------------------- | ----------- | ------------------------------------------ | ------------------- | ----------------------------- |
|        | Porta de l'antiga capella de la Mare de Déu de l'Esperança | Puigcerdà | portal       | Estil: arquitectura popular |             | bé integrant del patrimoni cultural català |                     | Modifica les dades a Wikidata |
|        | Porta del santuari de la Mare de Déu de Quadres            | Puigcerdà | portal       | Estil: arquitectura popular |             | bé integrant del patrimoni cultural català |                     | Modifica les dades a Wikidata |

## riu
| imatge | Nom        | Ubicat a                     | instància de                 | Detalls                                      | coordenades                                                                                          | Protecció | Commons (més fotos) | Dades a WD                    |
| ------ | ---------- | ---------------------------- | ---------------------------- | -------------------------------------------- | --- | --------- | ------------------- | ----------------------------- |
|        | Segre      | Catalunya Pirineus Orientals | riu curs d'aigua riu aurífer | Desemboca: Ebre Llarg: 265km Conca: 22400km² | 42° 24′ 09″ N, 2° 06′ 30″ E / 42.4025°N,2.1084°E 41° 21′ 48″ N, 0° 18′ 16″ E / 41.3633°N,0.3044°E    |           | Segre River         | Modifica les dades a Wikidata |
|        | riu Querol | Pirineus Orientals           | riu curs d'aigua             | Desemboca: Segre Llarg: 31km Conca: 110km²   | 42° 23′ 55″ N, 1° 53′ 43″ E / 42.3986°N,1.89528°E 42° 24′ 05″ N, 1° 54′ 01″ E / 42.40131°N,1.90016°E |           | Carol (rivière)     | Modifica les dades a Wikidata |

## safareig
| imatge | Nom                          | Ubicat a  | instància de | Detalls                     | coordenades                                                                                  | Protecció                                  | Commons (més fotos)    | Dades a WD                    |
| ------ | ---------------------------- | --------- | ------------ | --------------------------- | -------------------------------------------------------------------------------------------- | ------------------------------------------ | ---------------------- | ----------------------------- |
|        | Safareig de la Colònia Simon | Puigcerdà | safareig     | Estil: arquitectura popular |                                                                                              | bé integrant del patrimoni cultural català |                        | Modifica les dades a Wikidata |
|        | Safareig de les Monges       | Puigcerdà | safareig     | Estil: arquitectura popular | 42° 25′ 52″ N, 1° 55′ 37″ E / 42.43111°N,1.92687°E ca:Raval de les Monges, sota l'Ajuntament | bé integrant del patrimoni cultural català | Safareig de les Monges | Modifica les dades a Wikidata |

## serra
| imatge | Nom                   | Ubicat a                        | instància de | Detalls | coordenades                                                                   | Protecció | Commons (més fotos) | Dades a WD                    |
| ------ | --------------------- | ------------------------------- | ------------ | ------- | ----------------------------------------------------------------------------- | --------- | ------------------- | ----------------------------- |
|        | Serrat de l'Orri      | Fontanals de Cerdanya Puigcerdà | serra        |         | 42° 22′ 57″ N, 1° 57′ 20″ E / 42.382602777778°N,1.9554305555556°E 1711.3 msnm |           |                     | Modifica les dades a Wikidata |
|        | serrat de Montagut    | Fontanals de Cerdanya Puigcerdà | serra        |         | 42° 24′ 06″ N, 1° 56′ 45″ E / 42.40173°N,1.94574722°E 318.7 msnm              |           |                     | Modifica les dades a Wikidata |
|        | serrat de les Pereres | Fontanals de Cerdanya Puigcerdà | serra        |         | 42° 23′ 45″ N, 1° 56′ 32″ E / 42.39593056°N,1.94211111°E 112.3 msnm           |           |                     | Modifica les dades a Wikidata |

## Misc
| imatge | Nom                                          | Ubicat a         | instància de                                                                                 | Detalls                                    | coordenades | Protecció                                            | Commons (més fotos)            | Dades a WD                    |
| ------ | -------------------------------------------- | ---------------- | -------------------------------------------------------------------------------------------- | ------------------------------------------ | --- | ---------------------------------------------------- | ------------------------------ | ----------------------------- |
|        | Ascensor inclinat de Puigcerdà               | Puigcerdà        | ascensor inclinat                                                                            | 2003-05-03 Llarg: 75m                      | 42° 25′ 51″ N, 1° 55′ 36″ E / 42.43083333333333°N,1.9266666666666667°E                                                    |                                                      | Ascensor inclinat de Puigcerdà | Modifica les dades a Wikidata |
|        | Cases de l'estany                            | Puigcerdà        | conjunt urbà                                                                                 | Estil: arquitectura eclèctica              | 42° 26′ 08″ N, 1° 55′ 33″ E / 42.43547821044922°N,1.9259120225906372°E ca:Carrers entorn de l'estany                      |                                                      |                                | Modifica les dades a Wikidata |
|        | Estació de Puigcerdà                         | Puigcerdà        | estació de ferrocarril estació de trànsit estació terminal estació de ferrocarril fronterera | Estil: noucentisme                         | 42° 25′ 46″ N, 1° 55′ 29″ E / 42.429527°N,1.924657°E ca:Carrer de l'Estació, 5 1146 msnm                                  | bé integrant del patrimoni cultural català           | Puigcerdà train station        | Modifica les dades a Wikidata |
|        | Estany i parc Schierbeck                     | Puigcerdà        | jardí públic                                                                                 |                                            | 42° 26′ 13″ N, 1° 55′ 39″ E / 42.436981201171875°N,1.9275859594345093°E ca:Carrer Doctor Piguillem - Passeig Pere Borrell |                                                      |                                | Modifica les dades a Wikidata |
|        | Festival Internacional de Cinema de Cerdanya | Puigcerdà        | festival de cinema                                                                           | 2010                                       | 42° 25′ 54″ N, 1° 55′ 42″ E / 42.43166667°N,1.92833333°E Puigcerdà                                                        |                                                      |                                | Modifica les dades a Wikidata |
|        | Museu Cerdà                                  | Puigcerdà        | museu                                                                                        |                                            | 42° 26′ 00″ N, 1° 55′ 47″ E / 42.433469°N,1.929711°E                                                                      |                                                      | Museu Cerdà                    | Modifica les dades a Wikidata |
|        | N-154                                        | Puigcerdà Llívia | carretera nacional d'Espanya carretera                                                       | Llarg: 7km                                 | 42° 27′ 14″ N, 1° 57′ 41″ E / 42.453944444444°N,1.9613916666667°E                                                         |                                                      |                                | Modifica les dades a Wikidata |
|        | Pavelló de Gel de Puigcerdà                  | Puigcerdà        | estadi pista interior de gel                                                                 |                                            | 42° 26′ 22″ N, 1° 56′ 05″ E / 42.439458239973°N,1.9346720281653929°E                                                      |                                                      |                                | Modifica les dades a Wikidata |
|        | casa de la Vila                              | Puigcerdà        | casa consistorial                                                                            | Estil: arquitectura eclèctica              | 42° 25′ 52″ N, 1° 55′ 38″ E / 42.431042°N,1.927232°E ca:Pl. de l'Ajuntament - c. Querol 1184 msnm                         | bé integrant del patrimoni cultural català           | Casa de la Vila de Puigcerdà   | Modifica les dades a Wikidata |
|        | escultura del jugador d'hoquei gel           | Puigcerdà        | obra escultòrica                                                                             | 2008 Dedicat a: Club Gel Puigcerdà         | 42° 25′ 37″ N, 1° 55′ 41″ E / 42.4270480461179°N,1.928057670593262°E                                                      |                                                      |                                | Modifica les dades a Wikidata |
|        | estany de Puigcerdà                          | Puigcerdà        | llac artificial                                                                              | Llarg: 182m Ample: 169m Superfície: 2.23ha | 42° 26′ 11″ N, 1° 55′ 37″ E / 42.436322°N,1.926931°E 1213 msnm                                                            |                                                      | Estany de Puigcerdà            | Modifica les dades a Wikidata |
|        | font del Cucurú                              | Puigcerdà        | font                                                                                         |                                            | 42° 26′ 14″ N, 1° 55′ 30″ E / 42.43733333°N,1.92508056°E                                                                  |                                                      |                                | Modifica les dades a Wikidata |
|        | fortificació de Puigcerdà                    | Puigcerdà        | fortificació                                                                                 | Estil: arquitectura popular 17th century   | 42° 26′ 07″ N, 1° 55′ 27″ E / 42.435305555556°N,1.9241944444444°E                                                         | bé d'interès cultural bé cultural d'interès nacional | Fortificació de Puigcerdà      | Modifica les dades a Wikidata |
|        | l'Acadèmia del Llac                          | Puigcerdà        | edifici administratiu                                                                        | Estil: arquitectura eclèctica              | 42° 26′ 14″ N, 1° 55′ 37″ E / 42.437355041503906°N,1.926826000213623°E ca:Interior del parc Schierbeck                    |                                                      |                                | Modifica les dades a Wikidata |
|        | la Casilla                                   | Puigcerdà        | borda                                                                                        |                                            | 42° 26′ 56″ N, 1° 55′ 59″ E / 42.4489596378842°N,1.93310935571859°E                                                       |                                                      |                                | Modifica les dades a Wikidata |
|        | mirador de la Cerdanya                       | Puigcerdà        | mirador                                                                                      | Estil: arquitectura popular                | 42° 25′ 52″ N, 1° 55′ 37″ E / 42.43118°N,1.927033°E ca:Pl. de l'Ajuntament 1184 msnm                                      | bé integrant del patrimoni cultural català           | Mirador de la Cerdanya         | Modifica les dades a Wikidata |
|        | parc Schierbeck                              | Puigcerdà        | parc                                                                                         | Anomenat per: German Schierbeck            | 42° 26′ 14″ N, 1° 55′ 41″ E / 42.437205°N,1.928084°E                                                                      |                                                      |                                | Modifica les dades a Wikidata |
|        | plaça Cabrinetty                             | Puigcerdà        | plaça                                                                                        | Estil: arquitectura popular 17th century   | 42° 25′ 51″ N, 1° 55′ 40″ E / 42.430905°N,1.927789°E 1200 msnm                                                            | bé integrant del patrimoni cultural català           | Plaça Cabrinetty (Puigcerdà)   | Modifica les dades a Wikidata |